# ヘンリー・シーモア・コンウェイ
ヘンリー・シーモア・コンウェイ元帥（英語: Henry Seymour Conway、1721年 - 1795年7月9日）は、グレートブリテン王国の軍人、政治家。初代ハートフォード侯爵の弟、ホレス・ウォルポールのいとこであり、オーストリア継承戦争で軍歴をはじめた後、アイルランド主席政務官、南部担当国務大臣、庶民院院内総務、北部担当国務大臣を歴任した。晩年はイギリス軍最高司令官を務めた。

## 出自
コンウェイは初代コンウェイ男爵フランシス・シーモア＝コンウェイ（コンウェイ男爵の兄ポパム・シーモア＝コンウェイはコンウェイ伯爵家の遺産を継承した）と3人目の妻シャーロット（旧姓ショーター）の次男として生まれた。1732年にイートン・カレッジに入学、そのときからいとこのホレス・ウォルポールと親しい間柄になった。

## 初期の軍歴
1737年6月27日、中尉としてモールズワースの竜騎兵連隊に入隊した。1741年2月14日、第1近衛歩兵連隊に移籍して大尉に昇進、1742年5月10日に中佐（captain-lieutenant）に昇進した。
オーストリア継承戦争ではジョージ・ウェイド元帥の下で1743年6月のデッティンゲンの戦いに参戦、1745年5月にはカンバーランド公爵ウィリアム・オーガスタスの下でフォントノワの戦いに参戦した。1746年4月6日に第48歩兵連隊長に任命された後、16日に1745年ジャコバイト蜂起におけるカロデンの戦いに参戦した。続いて1747年7月にラウフフェルトの戦いに参戦、瀕死の重傷を負ってフランス軍の捕虜になったが、数日後に仮釈放された。1749年7月に第34歩兵連隊に移籍、1751年には連隊がミノルカ島の駐留軍の一部になった。

## 初期の政歴
1741年、コンウェイは対立候補のないままアントリム・カウンティ選挙区で当選してアイルランド議会の議員になり、同年12月にはサー・ロバート・ウォルポールの勧めでハイアム・フェラーズ選挙区から出馬して当選、グレートブリテン議会議員になった。その後、1747年イギリス総選挙ではペンリン選挙区で、1754年イギリス総選挙ではセント・モーズ選挙区で当選したが、いずれもボスコーエン家の支持を受けての当選だった。1755年3月12日、少将に昇進した。
1755年4月、新しく着任したアイルランド総督のハーティントン侯爵ウィリアム・キャヴェンディッシュによって予想外にアイルランド担当大臣に任命された。そのため、1755年10月にようやくアントリム・カウンティ選挙区代表としてアイルランド庶民院に登院した。当時のアイルランド政界では庶民院議長ヘンリー・ボイルがアーマー大司教ジョージ・ストーンとジョン・ポンソンビーが政争を繰り広げており、コンウェイの調停が期待された。結局、第一次ニューカッスル公爵内閣が受け入れられる妥協がなされ、ボイルが伯爵に叙され、ポンソンビーが庶民院議長になった。1757年4月、ジョージ2世とジョージ3世の寝室宮内官に任命され、1764年まで務めた。

## 七年戦争

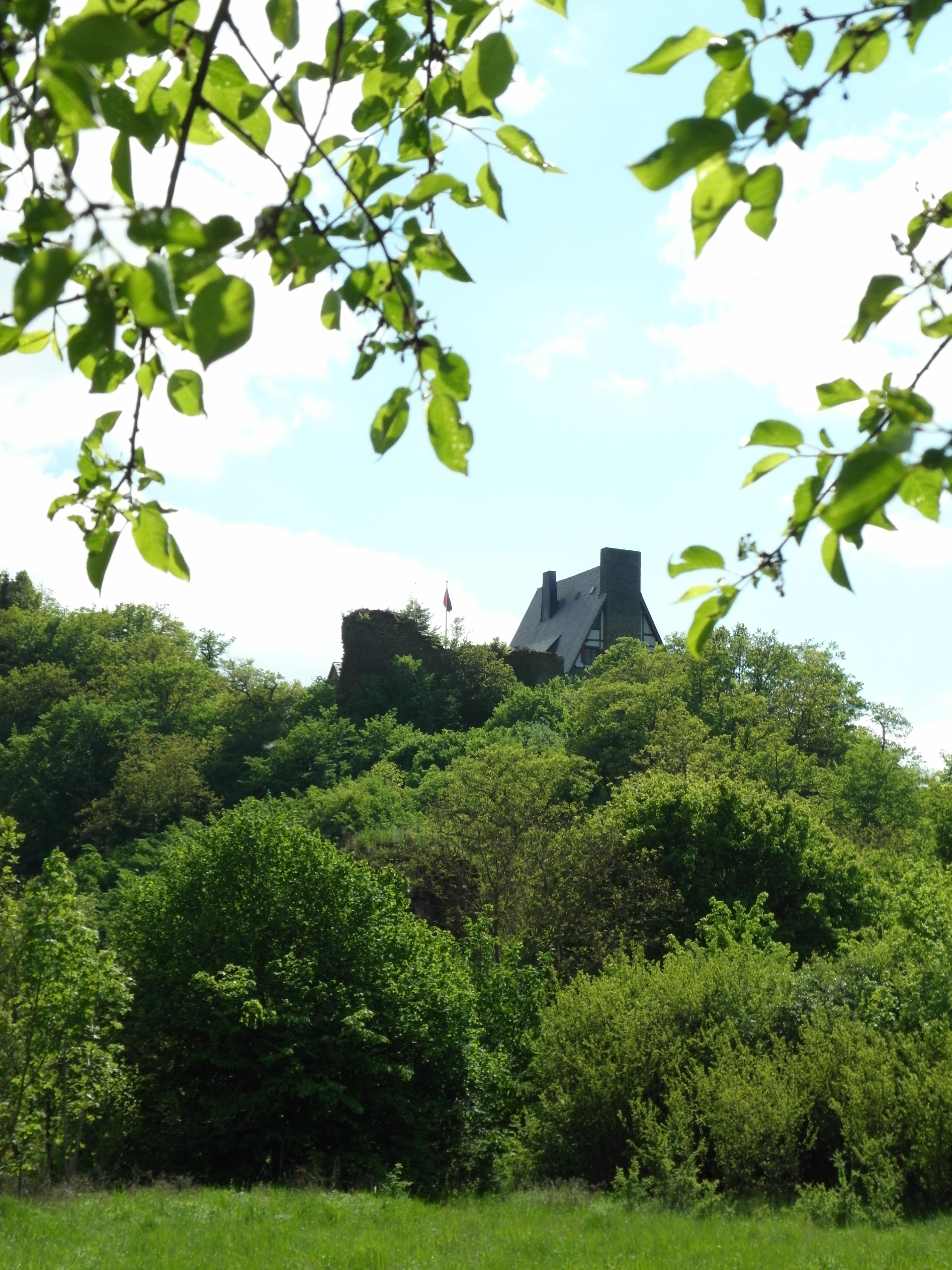
七年戦争中の1762年にコンウェイによって占領されたヴァルデック城。写真は2012年撮影。

1757年のロシュフォール襲撃において、コンウェイはイギリス軍の副指揮官を務め、フーラ砦（Fouras）への攻撃をしきりに支持したが、それ以外の指揮官は夜襲にのみ同意、結果的には夜襲は失敗、遠征隊は何も果たさないままポーツマスに戻った。総指揮官のジョン・モードントは軍法会議で無罪になったものの、2人ともこの失態で名声に影響を受けた。そして、国王ジョージ2世は1758年の戦役でコンウェイの派遣を拒否した。以降次期国王即位（1760年）まで戦場に出られず、1759年にはスロイスで捕虜交換条約を締結しただけだった。1759年4月21日、第1王立竜騎兵連隊長になり、同年8月25日には中将に昇進した。
1761年、ドイツでグランビー侯爵ジョン・マナーズ（フェルディナント・フォン・ブラウンシュヴァイク＝ヴォルフェンビュッテル率いる軍勢のイギリス部隊指揮官）の副官を務めた。1761年7月のフィリングハウゼンの戦いでは戦列の中央で部隊を率いたが、敵軍に攻撃されなかった。1762年6月のヴィルヘルムスタールの戦いにも参加、7月にはヴァルデック城を占領した。11月にフォンテーヌブローで予備講和条約が締結されると、イギリス軍の大陸ヨーロッパからの出港を監督、翌年3月に帰国した。

## 後期の政歴
1761年4月、コンウェイはテットフォード選挙区でイギリス庶民院議員に再選、同年7月4日に枢密顧問官に任命された。彼はホイッグ党ロッキンガム派の一員として、ジョージ3世による改革派ジョン・ウィルクスへの訴追（1763年）に反対、その結果として1764年に寝室宮内官と第1王立竜騎兵連隊長を罷免された。これにより政府が政敵を軍から追放すると恐れられ、多くの人々がパンフレットを出版してお互いを告発することとなった。
1765年7月、ロッキンガム侯爵の首相就任とともに入閣、南部担当国務大臣を務めた後、1766年5月に北部担当国務大臣に鞍替え、1768年1月にさらに無任所大臣に鞍替えした。コンウェイは就任中にアメリカ植民地への中道政策を支持、印紙法廃止にも支持したほか財務大臣チャールズ・タウンゼンドの徴税政策に反対した。

## 後期の軍歴
1768年1月に大臣を辞任すると陸軍に戻り、1772年5月26日に大将に昇進、同年10月22日にジャージー総督に任命された。この時期にも庶民院の重鎮であり、イギリスによるアメリカ反乱の鎮圧に反対した。その結果、1782年3月の第2次ロッキンガム侯爵内閣でイギリス軍最高司令官として入閣したが、小ピットの新内閣（1783年成立）に反対したため、1784年イギリス総選挙で敗北して議席を失い、ここにコンウェイの政治生涯が終わりを告げた。以降は軍務に集中してイギリス軍最高司令官を1793年1月に完全引退するまで務めた。1793年10月18日、元帥に昇進、1795年7月9日にバークシャーのレメナムのパーク・プレイスで死去した。

## 家族
1747年12月9日、ジョン・キャンベル中将（後の第4代アーガイル公爵）の娘キャロライン（第4代エルギン伯爵および第3代エイルズベリー伯爵チャールズ・ブルースの未亡人）と結婚した。2人は1人娘アン・シーモア・コンウェイをもうけ、アンは後に彫刻家になった。

## 関連図書
- Hunt, William (1887). "Conway, Henry Seymour" . In Stephen, Leslie (ed.). Dictionary of National Biography (英語). Vol. 12. London: Smith, Elder & Co. pp. 51–57.